# Sótókan karate

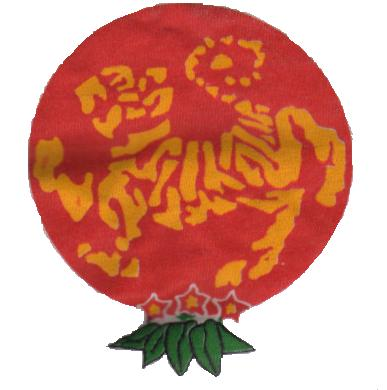
A stílus jelképe a sótókan tigris

A sótókan karate (松濤館流; sótókanrjú; Hepburn: shōtōkanryū) a japán szabadkezes harcművészetek egyike. A XIX–XX. század fordulóján alakult ki Okinava szigetén, alapítójának Funakosi Gicsint tekintjük.

## A szó jelentése
A „sótókan” elnevezés két szóból áll. A „sótó” jelentése „a fenyves zúgása”, a „kan” jelentése „épület, hely”. A „sótókan” tehát az a hely, ahol a fenyves zúgása hallható. A „sótó” egyben Funakosi művészneve is, utalva a dódzsójára, amelynek a neve a Hajladozó fenyő csarnoka.

## Jellemzők
A sótókan karate egy hagyományos okinavai küzdősport. Alapvetően nagy küzdőtávolságot használ, gyakorlói elsöprő erejű támadásokat, illetve védésből azonnali visszatámadást gyakorolnak. Egyetlen megsemmisítő akcióban hisznek, nem az ellenfél „ledarálásában”. Az edzés három részre bontható:
- kihon: partner nélküli edzés (árnyékbokszolás). Az alaptechnikák: dacsi (állás), zuki (ütés), uke (védekezés), ucsi (csapás) és geri (rúgás).
- kata: (formagyakorlat): támadó és védekező mozdulatok meghatározott sorozata. A katák egymásra épülnek, minden övfokozathoz adott kata tartozik.
- kumite: küzdelem – a távolság (maha) és az időzítés technikája. Különböző nehézségi fokai vannak. A szanbon kumite például 3 lépéses küzdelem, míg az ippon kumite 1 lépéses. A dzsiu-ippon kumite félig szabad küzdelem.

A „sima” kumite szabad küzdelmet jelent, általában barna és fekete övesek között. Nincs full contact, minden technikát kontrollal kell végrehajtani. Nagy hangsúly van a gyors és egyszerű technikákon: egy ellenfél – egy technika.

## Katák listája alfabetikus sorrendben
- basszaj dai (dai=nagy)[1]
- basszaj-só = ’törj be az erődbe’ (só=kicsi)
- csinte/csintei
- dzsiin

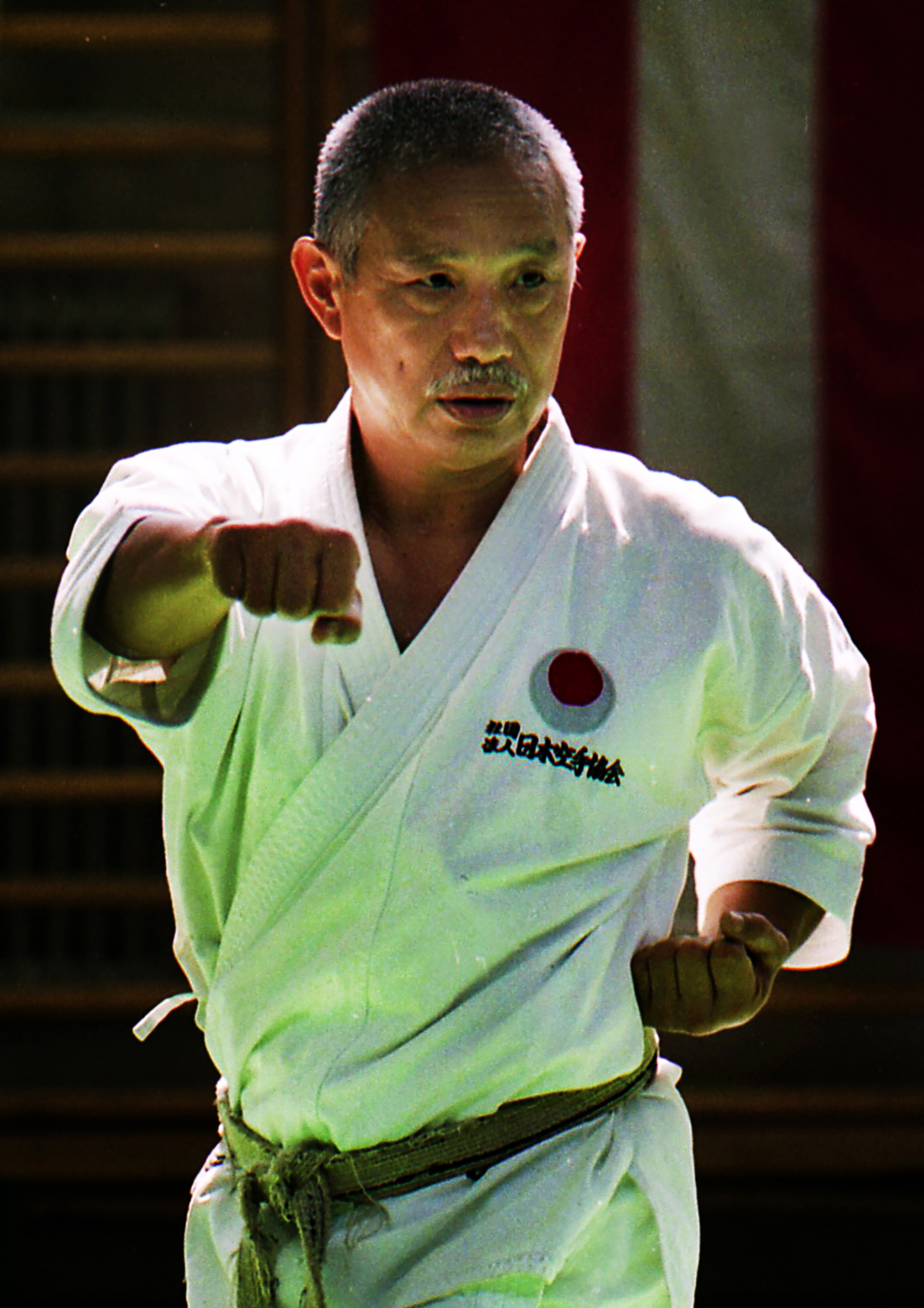
Masahiko Tanaka
(Rózsavölgyi Gyöngyi fotója)

- dzsion – nevét egy szentélyről kapta
- dzsitte/dzsutte = ’tíz kéz’[2]
- empi (vansu)
- gankaku (csinto) = ’daru a sziklán’
- gódzsusiho dai
- gódzsusiho só = ’54 lépés’
- hangecu (szeisan) – nevét a hangecu dacsiról kapta[3]
- heian godan[4]
- heian jondan
- heian nidan
- heian sódan[5]
- heian szandan
- kanku dai (kusanku)
- kanku só
- meikjo sodan
- meikjo nidan
- meikjo szandan
- nidzsúsiho (niszei-si) = ’24 lépés’
- szócsin[6]
- taikjoku sódan
- taikjoku nidan
- taikjoku szandan
- taikjoku jondan
- taikjoku godan
- taikjoku rokudan
- tekki nidan[7]
- tekki sodan = ’vaslovas’
- tekki szandan
- unszu
- vankan[8]

## A karate 20 alapelve
Funakosi 1938-ban publikálta először a karate 20 alapelvét:
- 1. A karate tiszteletadással kezdődik és tiszteletadással ér véget. 
一、空手道は礼に始まり礼に終る事を忘るな
- 2. A karatéban nincs első támadás.
一、空手に先手なし
- 3. A karate az igaz elveket szolgálja.
一、空手は義の補け
- 4. Ismerd meg önmagad, aztán az ellenfeled.
一、先づ自己を知れ而して他を知れ
- 5. A technikánál előbbre való a szellem.
一、技術より心術
- 6. Szabadítsd meg a szellemed a terheitől.
一、心は放たん事を要す
- 7. A hiba hanyagságból ered.
一、禍は懈怠に生ず
- 8. Ne gondold azt, hogy a karate csak a dódzsóban van jelen.
一、道場のみの空手と思ふな
- 9. A karate gyakorlása az egész életet betölti.
一、空手の修業は一生である
- 10. Ha mindent áthat a karate szelleme, a szépség fog uralkodni.
一、凡ゆるものを空手化せよ其処に妙味あり
- 11. A karate olyan, mint a forró víz, ha nem ég alatta a tűz, kihűl.
一、空手は湯の如し絶えず熱度を与えざれば元の水に還る
- 12. Ne a győzelemre gondolj, az vezessen, hogy ne veszíts.
一、勝つ考は持つな負けぬ考は必要
- 13. Ha nem boldogulsz az ellenfeleddel, változtass.
一、敵に因って轉化せよ
- 14. A küzdelem nem más, mint a körülményekhez való alkalmazkodás.
一、戦は虚実の操縦如何に在り
- 15. Kezedet és a lábadat kardként használd.
一、人の手足を剣と思へ
- 16. Gondolj arra, hogy amint kilépsz a házból, millió ellenség vesz körül.
一、男子門を出づれば百万の敵あり
- 17. Az alapállás a kezdőknél felvett, a gyakorlott tartása már természetes.
一、構は初心者に後は自然体
- 18. A kata legyen pontos. A valódi harc más dolog.
一、形は正しく実戦は別物
- 19. Mindig tartsd szem előtt az erő mértékét, a test hajlékonyságát és a technika sebességét.
一、力の強弱体の伸縮技の緩急を忘るな
- 20. Soha ne elégedj meg elméleti tudásoddal.
一、常に思念工夫せよ

## Történet
A sótókan világhódító útja 1922 májusában kezdődött. A Japán Nevelésügyi Minisztérium különleges látványosságot akart beiktatni egy sportrendezvényének programjába. Funakosi Gicsin okinavai karatemestert hívták meg erre az alkalomra. Az akkor 51 éves, apró termetű, 155 cm magas Funakosi az Okinavai Harci Szövetség, a Sobukai titkára volt. Ismerte a suri-te, a gódzsu, a sito és az uecsi rjúkat is. Mesterei Jacutucune Itoszu és Macumura voltak.
A sportbemutató után azzal bízták meg, hogy kezdjen Japánban tanítani. Funakosi bemutatókat tartott a Kodokánon (Dzsúdó Főiskola) és a Budokaion (Harci Művészeti Kollégium). A megélhetéséhez szükséges pénzt betűrajzolással pótolta. A Keio Egyetemen megszervezte az első Karate Klubot. 1925-ben ötszőnyeges dódzsót (gyakorlóterem) nyitott, amit költői álnevéről („Sótó”, jelentése magyarul „Hajladozó fenyő”) sótókannak nevezett el. 1927-ben már három iskolában tanított. Megjelentetett három sótókan tankönyvet is. 1939-ben megjelent legfontosabb műve a Karate-do instrukciók. Japánban minden harci művészettel kapcsolatos tevékenység tiltva volt. A második világháborút követően, e tilalom feloldása után a 80 éves Funakosi ismét elkezdett tanítani. Szerinte a karate legfontosabb feladata a jellem nevelése és azt főként a kata formagyakorlatok egyre koncentráltabb végrehajtásával lehet fejleszteni. A versenyszerű küzdelmet ellenezte, mert féltette a karate lényegét.

## A sótókan karate ágai
- Fudokan

## Főbb sótókan szervezetek
- Japán Karate Szövetség – valamennyi japán karateszervezet közül ez számít Funakosi szellemi örökösének.[forrás?]
- Shotokan Karate-do International Federation – a fenti szervezetből kivált, de a tradicionális karatét és annak minőségét követő szervezet.